# Haapasaaret (ö i Finland, Södra Savolax, S:t Michel, lat 61,96, long 27,10)
Haapasaaret är en ö i Finland. Den ligger i sjön Kyyvesi och i kommunerna Kangasniemi, Sankt Michel och Sankt Michel och landskapet Södra Savolax, i den södra delen av landet, 230 km nordost om huvudstaden Helsingfors. Öns area är 5,4 hektar och dess största längd är 480 meter i sydöst-nordvästlig riktning.  Notera att namnet antyder att det är fråga om flera öar.